# Tong Linge
Tong Linge (佟麟閣, 29 octobre 1892 - 28 juillet 1937) est un militaire chinois d'ethnie mandchoue qui fut le vice-commandant du 29e corps durant l'incident du pont Marco Polo de 1937 et la bataille de Pékin-Tianjin.
Ancien soldat dans le Guominjun, il est recruté par Ji Hongchang pour commander le 1er corps de l'armée anti-japonaise populaire du Cháhāěr puis rejoint la 29e armée de Song Zheyuan en 1933. dont le devient le vice-commandant. Il est tué au combat avec Zhao Dengyu durant la bataille de Pékin-Tianjin.